# Puig dels Moros (Albanyà)
El Puig dels Moros és una muntanya de 966 metres que es troba al municipi d'Albanyà, a la comarca catalana de l'Alt Empordà.